# Pirámide de población

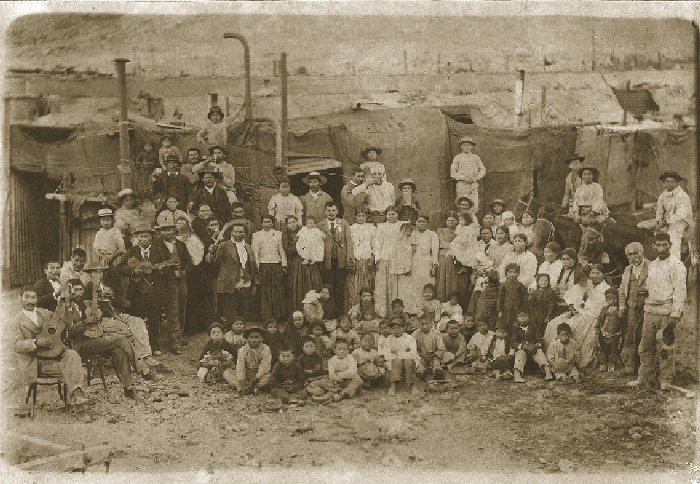
Fotografía de 1909 de una fiesta en una oficina salitrera en Chile. La diversidad de las edades representadas en esta una pirámide progresiva con base ancha y cúspide reducida, en un entorno laboral con mayoría de hombres.

La pirámide de población o pirámide demográfica es un histograma o gráfico de barras dispuestas horizontalmente cuya longitud es proporcional a la cantidad de personas que representa la edad y sexo de la población en cada una de dichas barras y dicha información sirve para saber el porcentaje de la población.
Gráficamente se trata de un doble histograma de frecuencias. Las barras del doble histograma de una u otra forma disponen en forma horizontal, es decir, sobre la línea de las abscisas, y convencionalmente se indican los grupos de edad de la población masculina a la izquierda y los que representan la población femenina a la derecha. A su vez, en el eje de las ordenadas se disponen e identifican los grupos de edades, por lo general, de cinco en cinco años o llamados quinquenales: (0 a 4, 5 a 9, 10 a 14, etc.), colocando las barras de menor edad en la parte inferior del gráfico y aumentando progresivamente hacia la cúspide las edades de cada intervalo. Podría decirse que los cumpleaños de cada grupo de cinco en cinco años, constituyen el momento de separación de una barra de la siguiente. Así, la barra de 0 a 4 años incluye a todos los niños entre el momento de su nacimiento (0 años) y el 5.º cumpleaños. De esta manera al momento de cumplir 5 años, pasará a formar parte de la barra superior o quinquenio siguiente: (5 a 9 años).
Cuando existe una información detallada (nacimientos y defunciones anuales) podemos elaborar una pirámide poblacional también con esa información detallada (barras de año en año). La escala de las abscisas puede representar valores absolutos (es decir, número de habitantes de cada grupo de edad y sexo), como sucede en la que corresponde a los datos de Angola, o relativos, es decir, porcentajes de cada grupo de edad y sexo con relación a la población total, como en la pirámide de población de Francia.
La ventaja de mostrar los datos en porcentajes es que podríamos comparar dos pirámides de población en distinto lugar y tiempo, ya que se basan valores relativos. En este caso es importante considerar las diferencias en lugar y tiempo ya que las estructuras por edad y sexo que representan estas pirámides demográficas son afectadas por la dinámica demográfica.
Este tipo de gráfico toma su nombre de la forma que adopta en las sociedades que tienen una población con una amplia base debido al gran número de nacimientos y que se estrecha paulatinamente por la mortalidad creciente y acumulativa a medida que aumenta la edad de la población. Sin embargo, no todas las poblaciones adquieren esta forma gráfica. y tiene que ver con los factores que en demografía se conocen como la dinámica demográfica: los nacimientos, las muertes y las personas que migran (emigración - inmigración).

## Características demográficas de la población
Las características sociales y demográficas varían de una población en un lugar y tiempo determinado a otro. La estructura de la población y sus características dependerán de los factores de la dinámica demográfica compuesta por tres factores: mortalidad, fecundidad y migración. La combinación en la tendencia e intensidad de estos tres factores, así como el tamaño de la población propiamente dicha, definirá sus características demográficas .  Por lo que es difícil hacer generalizaciones en relación con estas características:
- En cuanto a la fecundidad: Generalmente en todas las sociedades nacen más varones que mujeres pero, sobreviven más ellas que ellos a lo largo de su trayectoria de vida, dependiendo el tiempo y lugar donde vivan.[1] Este hecho es general y se constata en datos demográficos de cualquier país del mundo. Sin embargo, la diferencia es relativamente pequeña (menos del 1% , aproximadamente) aunque consistente. Como resultado de este hecho, las barras de la base en una pirámide de edades son siempre mayores en la población masculina (salvo en poblaciones muy reducidas en casos muy especiales). Por ejemplo, la población masculina menor de los 5 años de edad en Venezuela (según el censo de 2001) era del 5,49 % mientras que la femenina era del 5,22 % porcentajes obtenidos con respecto a la población total y no como se señala en los datos oficiales del censo, es decir, con respecto a la población masculina o femenina solamente.[2]
- La esperanza de vida es mayor entre las mujeres en varios años, dependiendo en gran parte del nivel de desarrollo socioeconómico del país y, de las características y condiciones de género en que viven las mujeres. Esta característica de la especie humana explica en su mayor parte la gran diferencia existente entre las edades más avanzadas en países más desarrollados, y en las áreas urbanas de países como México o bien Venezuela. Ejemplo: la población venezolana mayor de 60 años en el censo de 2001 era de 716.555 hombres y 839.307 mujeres.[3] En cambio, en aquellos países o regiones donde las condiciones de género no son favorables para las mujeres, donde existe una gran inequidad de género, la preferencia de los varones frente a las mujeres, la supervivencia de ellos es mayor que la de ellas. Son por tanto las condiciones de vida, la determinación de género, entre otros factores lo que definirá la mayor supervivencia de las mujeres frente a los varones. Es una cuestión cultural.[4]
- En cuanto a la migración, algunas teorías económicas han invisibilizado la participación de las mujeres en los movimientos migratorios a lo largo de la historia. Generalmente se dice que ellas migran únicamente en acompañamiento de sus familias, esposos y son ellos quienes migran por cuestiones económicas.[5][6]

## Tipos de pirámide de población
La información sirve para la elaboración de una pirámide demográfica es el total  de población en un lugar y momento determinado y distribuido por edad y sexo.  Esta distribución servirá para poder elaborar la pirámide y, representará cada bloque el número de personas que se encuentran en una edad determinada dividida por sexo. Esta distribución puede representarse en números absolutos o relativos. Sin embargo, para poder hacer comparable la gráfica es mejor utilizar el número relativo de población distribuido por edad por sexo. Cada bloque representará una edad para hombres y se podrá del lado izquierdo y, para las mujeres del lado derecho.   Los relativos son más apropiados cuando nos interesa comparar la composición de la población de distintos países, o bien de un mismo país en distinto momentos en su historia. Para la construcción de una pirámide de edad los porcentajes, cuando analizamos los grupos quinquenales y por sexo, debe estimarse de acuerdo con la población total y no de acuerdo a la población total de cada sexo.  Iniciando por los grupos de menor edad, 0 - 4 años de edad hasta los grupos de edad avanzada en la cúspide. Por lo general el último grupo de población de una pirámide de edad corresponde a un grupo de edad denominado «grupo abierto» puesto que se incluyen las edades más avanzadas como lo son 80 y más o bien según sea el caso y la cantidad de personas en estos grupos de edad como 90 y más.
Los datos absolutos se pueden transformar en relativos mediante una regla de tres: la población total (en cifras absolutas) es a 100 como la población de cada grupo de edad y sexo es a x. Entonces se multiplica la población masculina o femenina de cada grupo de edad por 100 y el resultado se divide entre la población total.

### Por su forma

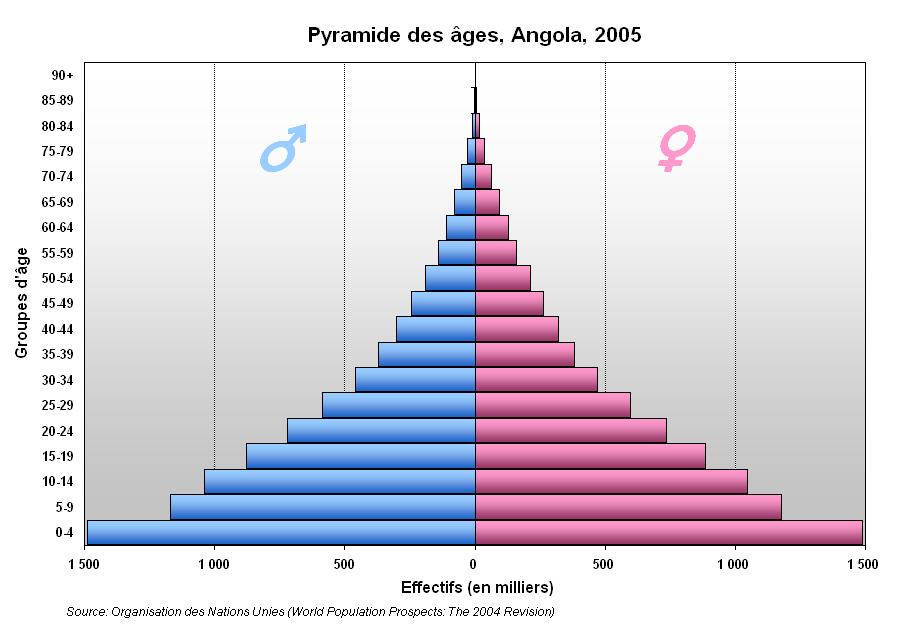
Ejemplo de pirámide de una población en rápido crecimiento (Angola)

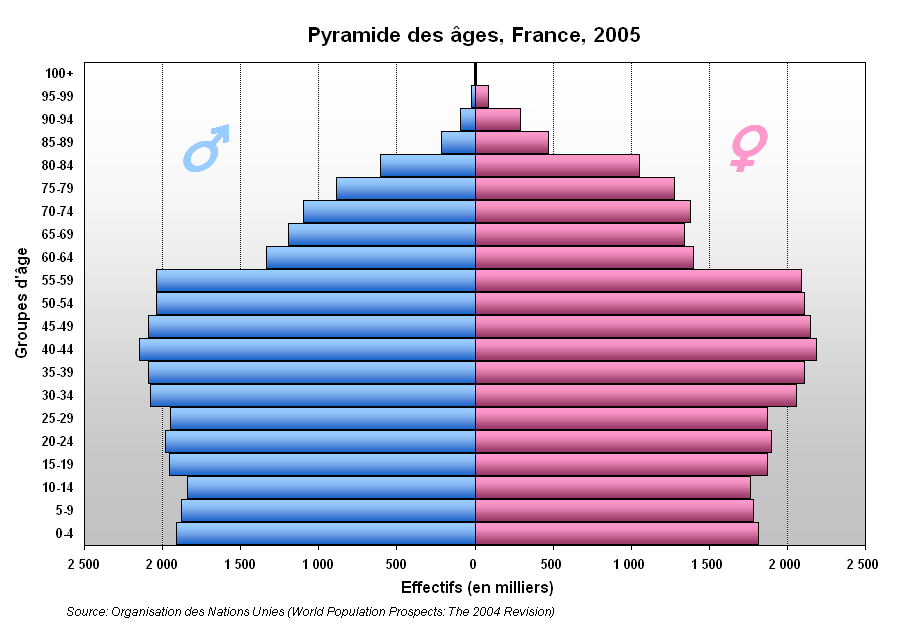
Ejemplo de pirámide de una población en fase de envejecimiento (Francia). La pirámide registra también el incremento en la natalidad en el período posterior a la conclusión de la Segunda Guerra Mundial («escalón» superior 60-64 años)

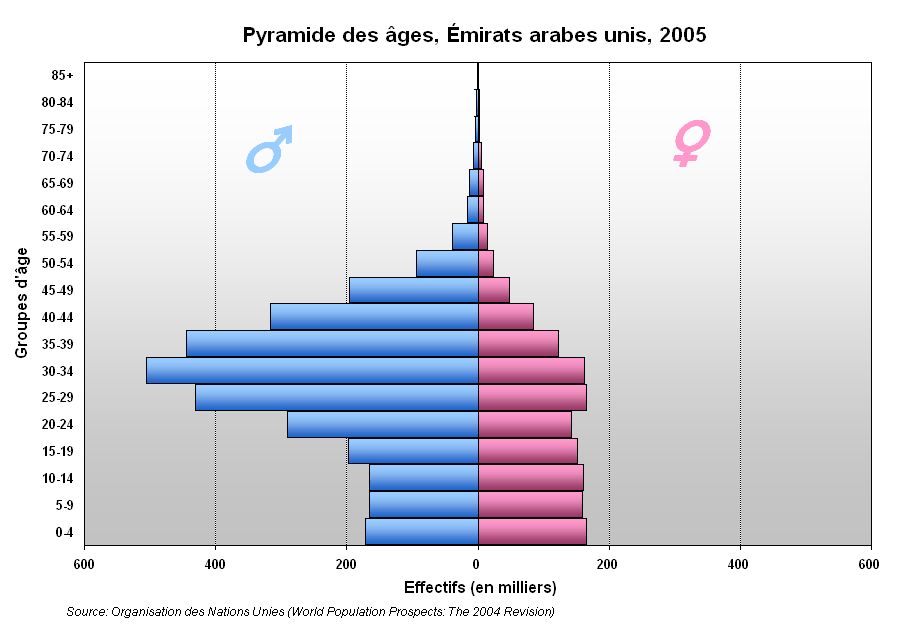
Ejemplo de pirámide de una población desequilibrada a causa por ejemplo de una inmigración masiva de trabajadores hombres (Emiratos Árabes Unidos)

Los distintos tipos de pirámides de población como «fotografía» de la estructura por edad de la población puede adquirir distintas formas. Una estructura con población joven que corresponde a una base ancha, con una cima pequeña y que muestra la clásica figura de una pirámide propiamente dicha, en la que se muestran numerosos nacimientos (grupo 0-4) que con el tiempo disminuyen conforme se observa a la población que avanza la edad, disminución que puede deberse no solo a la mortalidad diferencial por sexo y edad sino también por las diferencias existentes en la migración de las personas que la componen.  Otra que ilustra a una población que podríamos llamar «madura», donde se muestra un porcentaje cada vez menor de la base de la pirámide, pero que conforman una pirámide con tendencia a una mayor supervivencia de los grupos de jóvenes, adultos y adultos mayores, caracterizada como una estructura madura. La fotografía de este tipo de Pirámide de edades, ilustra una población en transformación donde ya se nota la disminución de la fecundidad y con ésta los nacimientos, así como de la mayor supervivencia de la población a todas las edades. Es, podríamos decir una población que tiende al envejecimiento, con cada vez una mayor proporción de población que sobrevive la infancia, la adolescencia y llega a la vida adulta. Por otro lado podríamos caracterizar una pirámide de población envejecida propiamente dicha, cuya base es cada vez más angosta, pues los nacimientos en el tiempo cada vez son menos, engrosándose en cambio los grupos de población adulta, adultos mayores y viejos. 
En la pirámide de los Emiratos Árabes Unidos puede verse fácilmente ese desequilibrio debido a la fuerte inmigración de varones jóvenes en edad de trabajar en la explotación de los recursos petroleros o en la construcción. Por el contrario, las barras correspondientes a las mujeres de todas las edades y a los niños de los dos sexos, están muy reducidas. Este caso no es el único tipo de desequilibrios que puede producirse y existe otro en el que el desequilibrio es casi el opuesto al que aquí se indica: es el que a una población que acaba de atravesar una guerra, el número de varones jóvenes es muy escaso y el de las mujeres y niños es mucho mayor. Es el caso de Alemania después de la Segunda Guerra Mundial y en otros casos.
Los distintos tipos de pirámides de población tienen a escala local o regional, variaciones bastante notables, lo que se debe a las distintas composiciones demográficas de la población según sean las características geográficas del área:
- En primer lugar, las poblaciones rurales tienen una natalidad superior a las áreas urbanas, sobre todo si, en estas últimas, se trata de ciudades bastante grandes. Los motivos de esta característica se deben a las diferencias sociológicas, laborales y de posibilidades económicas y educativas, que existen entre las áreas rurales y urbanas. Por ejemplo, en el medio rural, el trabajo de niñas y niños de corta edad es una constante casi desde el principio de la humanidad, lo cual se debe a que muy temprano comienzan a ayudar a sus padres (los niños) y a las madres (las niñas) en lo que se refiere a pequeñas tareas o quehaceres agrícolas o domésticos. A su vez, esta característica tan arraigada entre las poblaciones rurales de todo el mundo, tanto si se trata de países subdesarrollados como de países desarrollados, hace que la ausencia escolar y, sobre todo, la deserción escolar estacional o permanente, sean mucho más intensas en el medio rural. Como consecuencia de ello, la población rural es más joven y tiene un predominio del sexo masculino, especialmente en las áreas más subdesarrolladas, ya que en ellas, el éxodo rural es mucho más importante entre el sexo femenino que en el masculino, por la mayor diversidad de actividades económicas y educativas que existe para las mujeres en las ciudades . Por el contrario, la natalidad en las ciudades es mucho menor que en el campo por las menores necesidades de trabajo infantil, la dificultad en satisfacer las necesidades sociales, educativas, culturales, médicas y recreativas (entre otras) de una población infantil siempre creciente, no tanto por la natalidad, sino por la inmigración de personas jóvenes en edad de trabajar y también de tener hijos, lo cual es el motivo que explica el por qué los inmigrantes suelen tener un índice de natalidad superior al de la población autóctona y también tiene que ver con el congestionamiento y espacio reducido de las viviendas así como muchas otras consecuencias.

- En segundo lugar, en la población como consecuencia de lo dicho anteriormente, predomina el sexo femenino y el grupo de población adulta, siendo a menudo el de población vieja casi tan numeroso, o más, que el de la población joven.

- En tercer lugar, en las áreas rurales, el efecto de la emigración se deja sentir en el grupo de los adultos jóvenes (20 a 30 años, aproximadamente), por la fuerte emigración hacia las ciudades o éxodo rural. La escasez de población activa en el campo se suele corregir mediante un creciente empleo de técnicas modernas de cultivo (por ejemplo, riego por goteo o empleo de motocultores eficientes y cada vez mayores), o con la contratación de inmigrantes con salarios más bajos, lo cual viene a afectar la calidad del empleo y, por ende, el aumento del éxodo rural.

- Por último, la diversidad geográfica que se ha expresado arriba, y que afecta a todo el mundo (aunque con diferencias notables entre el mundo desarrollado y el subdesarrollado) tiende a crear, con el tiempo, ciertos mecanismos de compensación, como los intentos o programas de repoblación del campo a través del incremento de medios económicos, de obras de infraestructura, dotación de servicios y otros.